# 圣费利克斯 (上萨瓦省)
圣费利克斯（法語：Saint-Félix，法語發音：[sɛ̃ feliks]）是法国上萨瓦省的一个市镇，位于该省西南部，和萨瓦省接壤，属于阿讷西区。

## 地理
圣费利克斯（45°48'3"N, 5°58'20"E）面积6.6 平方千米，位于法国奥弗涅-罗讷-阿尔卑斯大区上萨瓦省，该省份为法国东部省份，历史上为薩伏依的一部分，北与瑞士接壤，西接安省，南至萨瓦省，东与瑞士和意大利接壤。
与圣费利克斯接壤的市镇（或旧市镇、城区）包括：昂特勒拉克、谢朗河畔阿尔比、布洛伊、谢纳-莱弗拉斯、埃里叙拉尔比、马里尼-圣马塞尔。

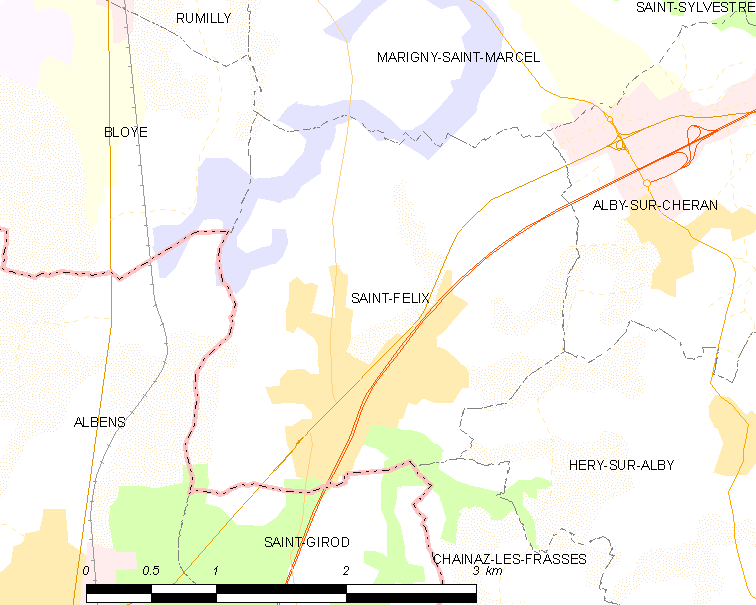
的OSM定位图

圣费利克斯的时区为UTC+01:00、UTC+02:00（夏令时）。

## 行政
圣费利克斯的邮政编码为74540，INSEE市镇编码为74233。

## 政治
圣费利克斯所属的省级选区为吕米伊县。

## 人口

1962-2008年间人口变化图示

圣费利克斯于2022年1月1日时的人口数量为2438人。

## 交通
上萨瓦省省道D1201线经过圣菲利克斯境内，有客运巴士前往省会阿讷西。